# Togden Jampel Gyatsho
| Tibetische Bezeichnung                                 |
| ------------------------------------------------------ |
| Wylie-Transliteration: rtogs ldan 'jam dpal rgya mtsho |
| Chinesische Bezeichnung                                |
| Vereinfacht: 道丹•绛白嘉措                             |
| Pinyin:Daodan Jiangbai Jiacuo                          |

Togden Jampel Gyatsho (tib. rtogs ldan 'jam dpal rgya mtsho; geb. 1356; gest. 1428) aus der Gelug-Schule des tibetischen Buddhismus war einer der Acht Großen Schüler Tsongkhapas. 
Jampel Gyatshos stammte aus Amdo. Seine Hauptschüler waren Baso Chökyi Gyeltshen (ba so chos kyi rgyal mtshan; 1402–1473) und Chennga Lodrö Gyeltshen (spyan snga blo gros rgyal mtshan; 1402–1472).
Tsongkhapa gab seine Nahe Linie (nye brgyud) mündlich an Jampel Gyatsho weiter, der sie wiederum an Baso Chökyi Gyeltshen übertrug, Tsongkhapas fünften Nachfolger auf dem Ganden-Thron.
Jampel Gyatsho war auch der unmittelbare Empfänger von Tsongkhapas Lamrim-Linie (d. h. der Linie des graduellen Pfades). Diese gab er an Khedrub Je weiter, der sie wiederum an Baso Chökyi Gyeltshen übertrug. Diese Linie ging dann weiter bis an den 1. Penchen Lama, durch dieselbe Abfolge von Meistern wie die der Gelug-Kagyü-Linie der Mahamudra.
Das Untere Tantra-Kolleg (tib. rgyud smad grwa tshang; chin. 下密院) war 1433 von Jetsün Sherab Sengge, einem der Acht Großen Schüler Tsongkhapas, gegründet worden.